# Blanquillo
Blanquillo ist eine Stadt im Zentrum Uruguays.

## Geographie

### Lage
Sie befindet sich im östlichen Teil des Departamento Durazno in dessen Sektoren 6 und 13. Nördlich der Stadt liegt in einigen Kilometern Entfernung La Paloma, während im Westen Aguas Buenas und San Jorge sowie im Ostsüdosten Las Palmas zu finden sind.

### Bodenschätze
In Blanquillo sind Kaolin-Vorkommen vorhanden.

## Infrastruktur
Blanquillo liegt an der Straße Ruta 43.

## Einwohner
Blanquillo hatte bei der Volkszählung im Jahr 2011 1.084 Einwohner, davon 539 männliche und 545 weibliche.
| Jahr | Einwohner |
| ---- | --------- |
| 1963 | 817       |
| 1975 | 1.053     |
| 1985 | 987       |
| 1996 | 1.099     |
| 2004 | 1.162     |
| 2011 | 1.084     |

Quelle: Instituto Nacional de Estadística de Uruguay